# APF-MP1000
Микрокомпьютерная система APF (англ. APF Microcomputer System) — игровая приставка второго поколения, представляет собой 8-битную игровую приставку.

## Описание
Является преемником линейки консолей APF TV Fun, относящихся к первому поколению. Выпущена в октябре 1978 компанией APF Electronics Inc. с шестью игровыми картриджами. Устройство упоминается как M-1000 или MP-1000, поскольку это номера модели консоли.